# Aleksandar Aleksiev
Pour les articles homonymes, voir Aleksiev.
Aleksandar Aleksiev, né le 5 novembre 1992 à Maglizh (en), est un coureur cycliste bulgare. Il participe à des compétitions sur route et en VTT,.

## Palmarès sur route

### Par année
- 2008
  -  Champion des Balkans sur route cadets
- 2010
  - 2e et 5e étapes du Tour de Mevlana juniors
  - 3e du Tour de Mevlana juniors
- 2012
  -  Champion de Bulgarie sur route espoirs[3]
- 2013
  -  Champion de Bulgarie sur route espoirs[4]
  - 1re étape du Tour de Serbie
- 2014
  -  Champion de Bulgarie sur route espoirs[5]
  - Challenges de la Marche verte - Grand Prix Al Massira
- 2016
  -  Champion de Bulgarie du contre-la-montre
  - 5e étape du Tour de Bulgarie
- 2017
  - 2e du championnat de Bulgarie du contre-la-montre
  - 2e du Tour de Bulgarie-Nord
  - 3e du championnat de Bulgarie sur route
- 2018
  - Prix de Bonneval
  - Grand Prix de l'Isle-Adam
  - 3e étape de la Ronde nancéienne
  - 2e du Grand Prix des vins de Panzoult

### Classements mondiaux
| Année           | 2013   | 2014 | 2015   | 2016 | 2017 |
| --------------- | ------ | ---- | ------ | ---- | ---- |
| UCI Europe Tour | 1 034e |      | 1 023e | 809e | 419e |
| UCI Africa Tour |        | 41e  |        |      |      |
| UCI Asia Tour   | 347e   |      |        |      |      |

## Palmarès en VTT

### Championnats des Balkans
- Skopje 2014
  -  Médaillé de bronze du cross-country

### Championnats nationaux
- 2012
  - 2e du championnat de Bulgarie de cross-country marathon
- 2015
  -  Champion de Bulgarie de cross-country
- 2016
  -  Champion de Bulgarie de cross-country
  -  Champion de Bulgarie de cross-country marathon
  -  Champion de Bulgarie de cross-country eliminator
- 2017
  -  Champion de Bulgarie de cross-country